# Katedra Świętego Tryfona w Kotorze
Katedra Świętego Tryfona (serb. Katedrala Svetog Tripuna/Катедрала Светог Трипуна) – katedra w Kotorze, jedna z dwóch katedr Kościoła rzymskokatolickiego w Czarnogórze. Znajduje się na placu św. Tryfona w otoczonym murami Starym Mieście w Kotorze. Główna świątynia i siedziba biskupa diecezji kotorskiej, obejmującej całość Zatoki Kotorskiej i dużą część wybrzeża adriatyckiego. Świątynię poświęcono świętemu Tryfonowi – patronowi miasta.

## Historia
Świątynia wybudowana została na miejscu pochodzącego z 809 roku małego przedromańskiego kościoła pod tym samym wezwaniem. Fundamenty pierwotnego kościoła miały kształt krzyża z trzema apsydami i kopułą powyżej centralnej części. Budowę obecnej – wybudowanej w stylu romańskim – trójnawowej bazyliki zakończono w 1166 roku. Była to wówczas pierwsza świątynia wybudowana w tym stylu we wschodniej części Adriatyku. Wnętrze udekorowano freskami w 1331 roku. W trakcie trzęsienia ziemi, które nawiedziło Kotor w XV wieku, katedra została poważnie uszkodzona. Z tego powodu przebudowano ją na przełomie XVI i XVII wieku nadając jej renesansowo-barokowy wygląd. Usunięto wówczas kopułę, zamalowano freski, a potrójne okna galerii zostały zamurowane. Podczas kolejnego trzęsienia ziemi w 1667 roku zniszczeniu uległa zachodnia część świątyni z bogato zdobionym portalem romańskim i atrium oraz z dwiema dzwonnicami. Wówczas wybudowano na ich miejsce dwie nowe, renesansowe dzwonnice połączone tarasem, które wzmocniły konstrukcję z fasadą ze sklepioną loggią nad wejściem. Ze względów na brak funduszy, lewa dzwonnica nie została w pełni odbudowana. Ma 33 metry wysokości, w porównaniu do 35 metrów, jakie ma prawa dzwonnica. Na początku XVIII wieku relikwiarz katedry został przekształcony w stylu późnego baroku. Prace te były prowadzone przez rzeźbiarza Francesco Cabianca z Wenecji. W połowie XIX wieku, ze względu na nachylenie południowej ściany i zniszczenia konstrukcji dachu, katedra wymagała większych prac konserwatorskich. Przygotowania do odbudowy trwały rok, zaś same prace konserwatorskie przeprowadzono w latach 1892−1908. Prace, które obejmowały budowę nowych sklepień w nawach bocznych, rekonstrukcję południowej ściany i budowę dwóch tarasów nad wschodnią częścią galerii bocznych, a także układanie nowej podłogi, prowadziła Centralna Komisja z Wiednia. Podczas trzęsienia ziemi z 1979 r. katedra również uległa zniszczeniom. Wówczas, w czasie odbudowy, przywrócono jej pierwotny romański wygląd.

## Wnętrze

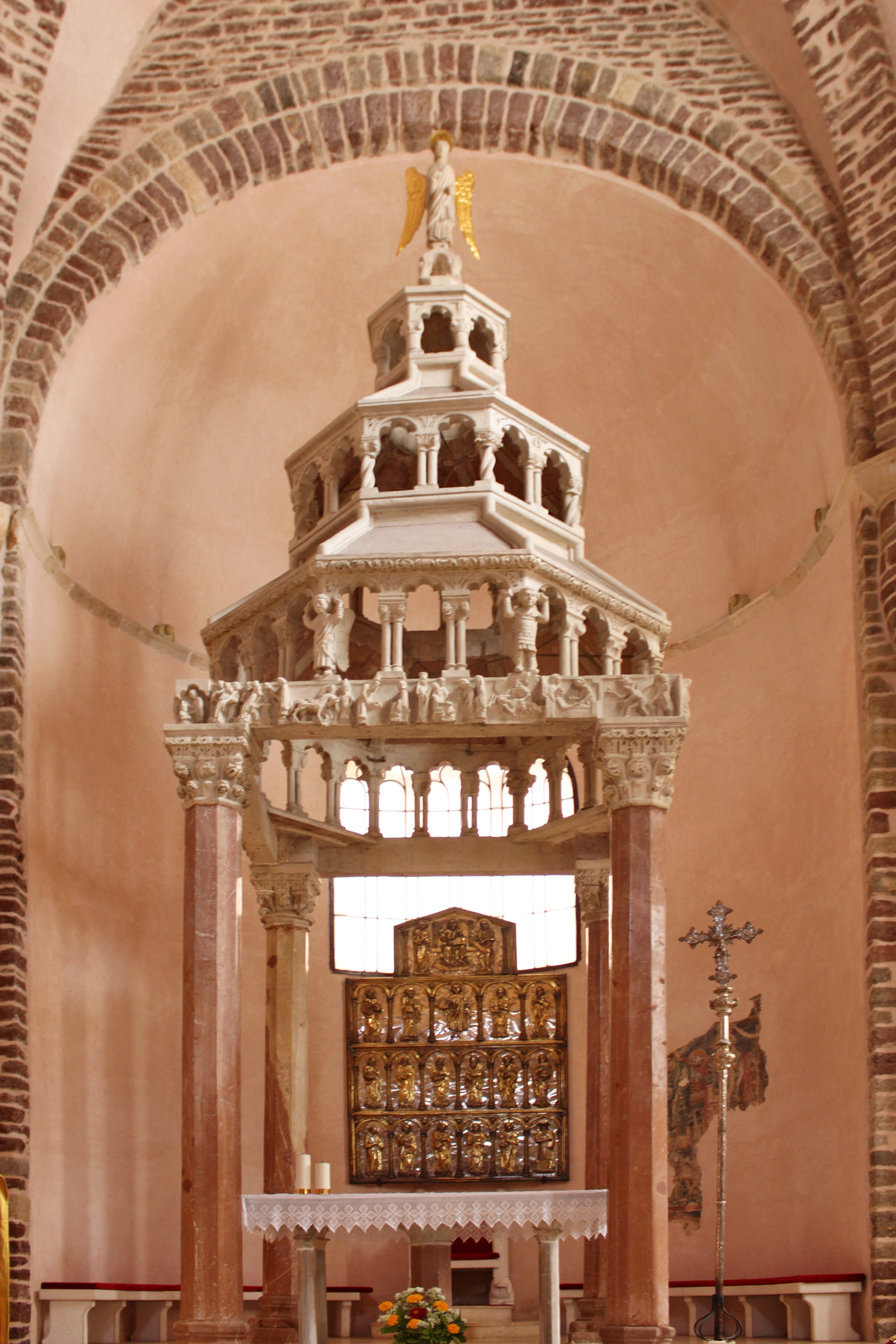
Apsyda z cyborium

W apsydzie umieszczone jest romańsko-gotyckie cyborium z 2 poł. XIV w. stworzone przez miejscowego mistrza Wita Kotoranina. Składa się z czterech ośmiokątnych kolumn z czerwonego marmuru podtrzymujących trójpiętrowy baldachim zwieńczony figurką anioła. Dekorację rzeźbiarską stanowią sceny z życia świętego Tryfona, a obok srebrna płaskorzeźba, wykonana w połowie XV w. przez miejscowych złotników. 
Po lewej stronie od apsydy, nad wejściem do zakrystii, wisi obraz „Matka Boska i św. Dominiki” autorstwa Tryfona (Tripo) Kokolji (1661–1713) z Perastu. Dalej widać gotycką pietę i XVI-wieczny obraz „Św. Bartłomiej apostoł, św. Jerzy i św. Antoni”. Następnie, w ołtarzu św. Mikołaja, obraz tego świętego z XVIII w., a za nim znajduje się ołtarz Błogosławionej Dziewicy Maryi z obrazem z początku XVIII w.
W nawie południowej znajduje się renesansowy nagrobek biskupa Tryfona Bizantija. Tuż obok niego, po prawej stronie od wejścia do świątyni – kamienny sarkofag z IX wieku, a nad nim obraz „Ukrzyżowanie” Jacopa de Ponte Bassano (1510–1592). Z kolei po lewej stronie od wejścia, biegną schody prowadzące do skarbca. Obok schodów stoi chrzcielnica z IX w., a nad nią znajduje się kamienna luneta z XIII w.  z dawnego kościoła Świętego Krzyża.
Do skarbca wchodzi się przez kute żelazne drzwi, ozdobione romańsko-gotycką figurą ukrzyżowanego Chrystusa. Przechowuje się tu wiele artystycznych przedmiotów m.in.:
- srebrny relikwiarz z głową św. Tryfona, zawierający szczątki patrona miasta,
- obrazy o tematyce religijnej, autorstwa pochodzącego z Zatoki Kotorskiej malarza Lovra Dobričevicia,
- obrazy artystów XVI-wiecznej szkoły weneckiej,
- miejscowe i weneckie wyroby ze złota z XIV-XX w.,
- krucyfiks, którym legat papieski bł. Marek z Aviano błogosławił wojska Jana III Sobieskiego podczas szturmu pod Wiedniem (eksponat oznaczony numerem 53).

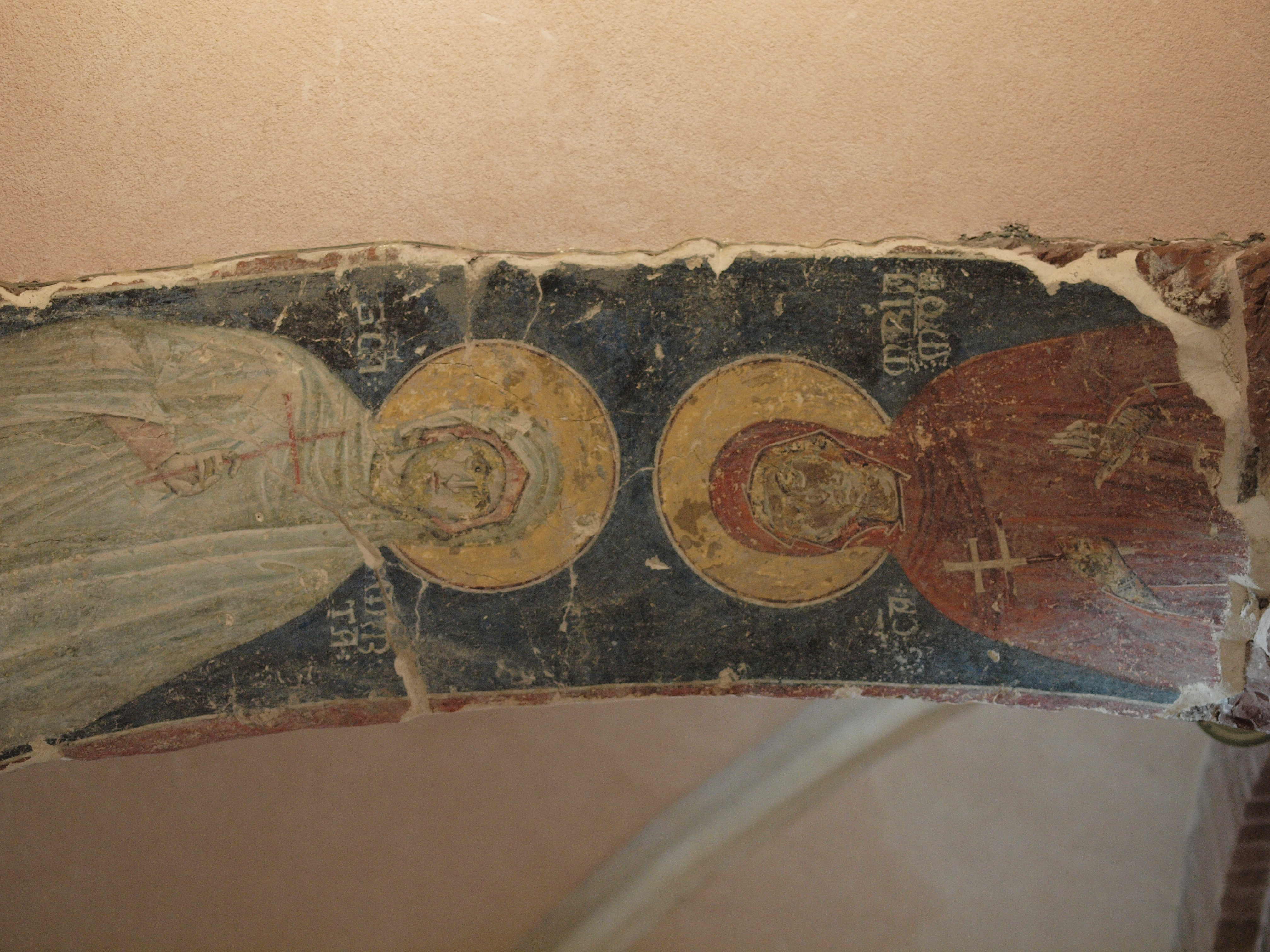
Pozostałości bizantyńskich fresków
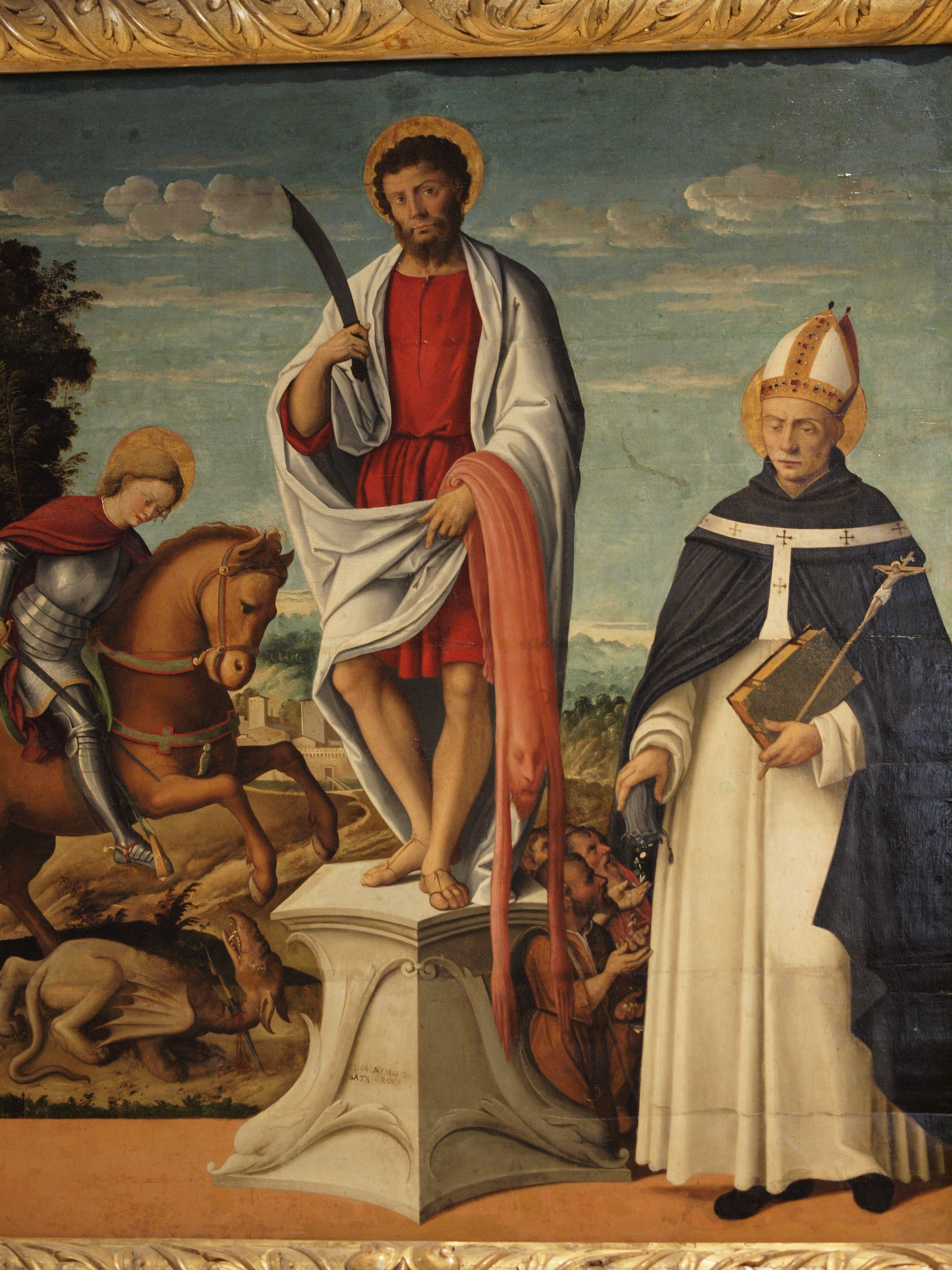
Obraz „Św. Bartłomiej apostoł, św. Jerzy i św. Antoni”
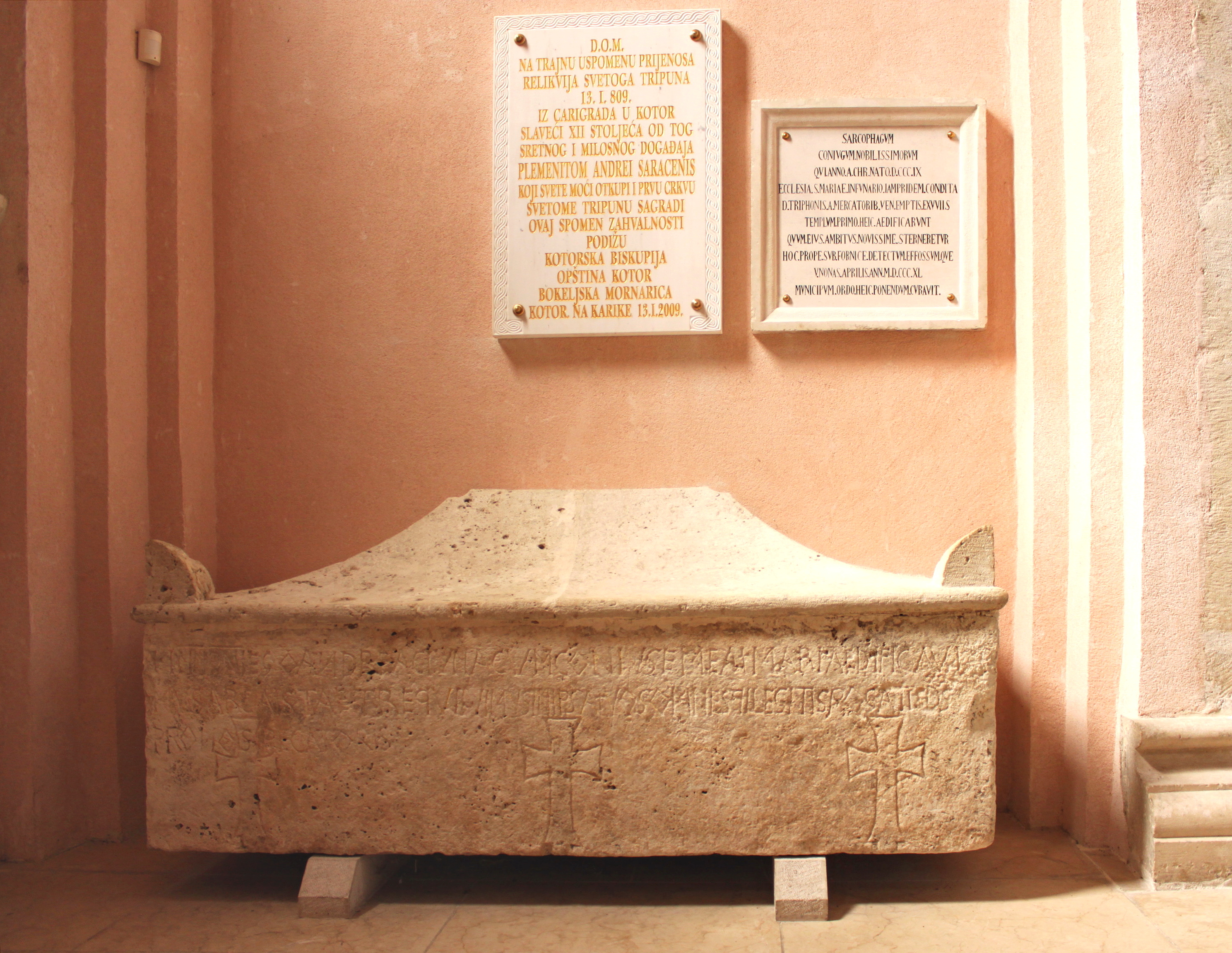
Sarkofag, który przed translacją mieścił relikwie św. Tryfona
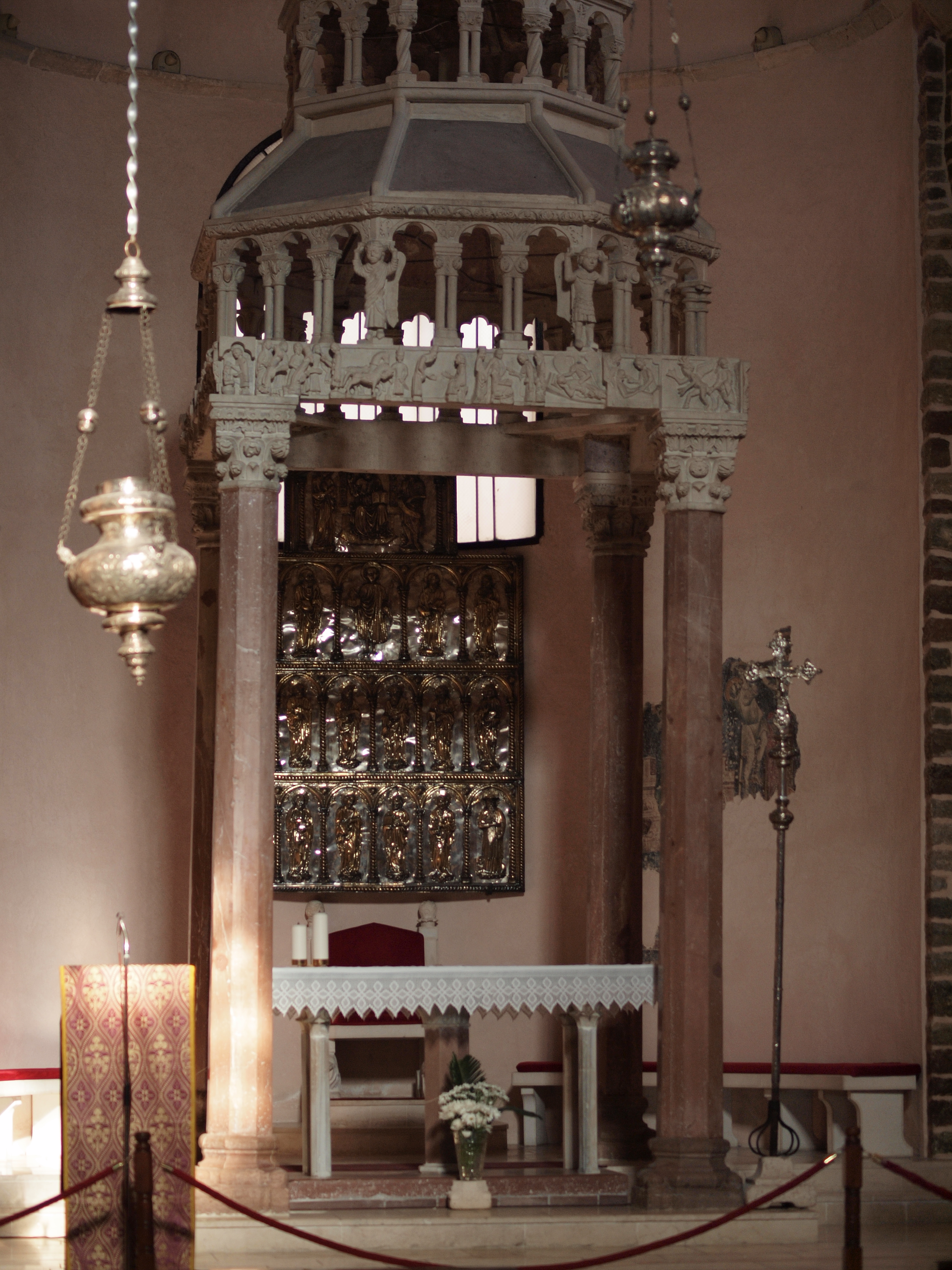
Ołtarz